# Vysoká kultura
Vysoká kultura zahrnuje kulturní výkony používané a oceňované elitami určujícími veřejné mínění a vyzdvihované jako zvláště cenné - na rozdíl od všední kultury, masové kultury, populární kultury, lidové kultury nebo subkultury.
Historicky byla vysoká kultura vždy kulturou vyšší sociální třídy, tj. v dobách aristokratické a feudální společnosti šlechty. Od ztráty moci šlechty po francouzské revoluci byly činěny pokusy definovat vysokou kulturu z hlediska obsahu a spojovat ji s větší schopností těch, kteří kulturu tvoří a aktivně se o ni zajímají. Výsledkem bylo, že velké části aristokracie se připojily k populární kultuře, jak ukazuje úzké spojení mezi cirkusem, dvorními jezdeckými školami a dvorním společenským tancem kolem roku 1900 (příkladem je Carl Godlewski). Vysoká kultura se tak stala výsadou vzdělané střední třídy.
Dnes termín většinou se odkazuje na hudbu (zejména vážná či artificiální hudba), vizuální umění, literaturu a divadelní umění (tanec, divadlo). Tyto formy kultury musí splňovat určité estetické normy a odpovídat ideálům současných vzdělanců. Rozhodující roli v definici vysoké kultury hrají od 19. století univerzity, zejména vznikající humanitní obory.
Vysoká kultura nemusí zahrnovat všechny kulturně vysoce rozvinuté oblasti. V Evropě například se k ní tradičně nepočítá kaligrafie (na rozdíl od Asie), sport, cirkusové umění nebo design („umělecké řemeslo“).
V kulturně-politických konfliktech, zejména v německy mluvících zemích, byla „vysoká kultura“ ve 20. století občas napadána jako „nepřátelská k masám“ nebo „elitářská“. A naopak sloužila k prosazování nároků vzdělaných elit řídit společnost (např. jako „vůdčí kultura“, Leitkultur). Často se tvrdilo, že masy by si také vybraly vysokou kulturu, pokud by nebyly ohlupovány produkcí „kulturního průmyslu“ (jak v sociologii kultury tvrdili Max Horkheimer a Theodor W. Adorno: Kulturní průmysl - osvěta jako masový podvod).
Dichotomie vysoké kultury a masové kultury byla stále více zpochybňována tím, jak populární kultura, šířená masovými médii, získávala stále více moci definovat, co je krásné. Konfrontace s hnutím 60. let vedla k sociálnímu uznání velkých částí popkultury.
Využívání nabídek vysoké kultury, jako jsou divadla, opery, koncerty a muzea, se i dnes v různých sociálních třídách liší. Francouzský sociolog Pierre Bourdieu se ve svém bádání zaměřil na kulturní rozdíly (viz kulturní kapitál) s mnoha gradacemi jakožto faktory individuální a společenské moci a udržování moci.